# 拉明頓 (新澤西州)
拉明頓（英語：Lamington）是位於美國新澤西州薩默塞特縣的普查規定居民點。

## 人口
根據2020年美國人口普查的數據，拉明頓的面積為11.30平方千米，當中陸地面積為11.20平方千米，而水域面積為0.09平方千米。當地共有人口135人，而人口密度為每平方千米11.95人。